# Betty Castor
Betty Castor (Elizabeth Bowe; 11 de mayo de 1941 en Glassboro) es una educadora y política estadounidense. En 1996 fue incorporada al Salón de la Fama de las mujeres de Florida.

## Carrera
Castor fue elegida en el Senado y como Comisionada de Educación en la Florida, desempeñándose posteriormente como Presidenta de la Universidad del Sur de Florida y Presidenta de la Junta Nacional de Estándares de Enseñanza Profesional.
Su servicio público incluyó tres períodos en el Senado del Estado de Florida y un período como Comisionada del Condado de Hillsborough. En 2004 fue la candidata demócrata para el puesto abierto del senador retirado Bob Graham en el Senado de los Estados Unidos, perdiendo en una cerrada contienda ante Mel Martínez.
Es la madre de Kathy Castor, congresista demócrata del 14.º distrito del Congreso de la Florida, de Karen Castor Dentel, exmiembro de la Cámara de Representantes de la Florida y actual miembro de la Junta Escolar de las Escuelas Públicas del Condado de Orange en Orlando, y de Frank Castor, juez en el Condado de Palm Beach. Betty Castor fue Directora del Centro Patel para Soluciones Globales de la Universidad del Sur de la Florida y actualmente preside el consejo de la Beca J. William Fulbright.